# Terminus
《Terminus》은 가넷 크로우의 10번째이자 마지막 정규앨범이다. 2013년 3월 20일에 발매되었다.
전 정규 음반 《메모리즈}》으로부터 약 1년 3개월만에 발매되었으며, 초회한정반(GZCA - 5250, CD + DVD),과 통상반(GZCA - 5251, CD)로 구성되어 있다.
나카무라 유리가 전 곡을 작곡하였고, 아즈키 나나가 전 곡을 작사, 후루이 히로히토가 모든 곡을 편곡하였다.
초회한정반(GZCA-5250)은 2012년에 발매된 싱글 Nostalgia와 이번 앨범의 타이틀 곡. 바다로 가는 사자(海をゆく獅子)를 포함한 3곡의 영상을 수록한 DVD가 첨부되어 있다. 통상반의 경우 초회 생산분에 한하여 가넷 크로우 멤버들의 포토북(40P)첨부되어 있다.
2012년 9월에 발매된 Nostalgia의 타이틀 곡 「Nostalgia」가 1번 트랙에 수록되었고, 타이틀 곡인 "바다로 가는 사자(海をゆく獅子)"는 7번 트랙에 수록되어 있다.
2013년 GARNET CROW livescope ~Terminus~에서 나카무라 유리의 가넷 크로우 해체 발언을 하면서, 이번 앨범이 사실상 마지막 정규앨범이 되었다.

## 수록곡

### CD
1. Nostalgia
2. trade
3. Maizy
4. 白い空 (하얀 하늘)
5. Life goes on!
6. P.S GIRL
7. 海をゆく獅子 (바다로 가는 사자)
8. 鏡にみた夢 (거울에 본 꿈)
9. The Someone's Tale
10. closer

### DVD (초회한정판)
1. 《海をゆく獅子》 Music Clip
2. 《Making of 海をゆく獅子》
3. 《Nostalgia》 Music Clip